# سرنیزه‌های استوار
سرنیزه‌های استوار (انگلیسی: Fixed Bayonets!) فیلمی به کارگردانی ساموئل فولر است که در سال ۱۹۵۱ منتشر شد. از بازیگران آن می‌توان به کریگ هیل، جین اونس، جیمز دین، هنری کالکی و مایکل اوشی اشاره کرد. داستان این فیلم در جنگ کره اتفاق می‌افتد.